# Колда (область)
Колда́ (фр. Kolda, волоф Koldaa) — область на юге Сенегала. Административный центр — город Колда. Площадь — 13 718 км², население — 582 100 человек (2010 год).

## География
На западе граничит с областью Седиу, на востоке с областью Тамбакунда, на севере с Гамбией, на юге с Гвинеей-Бисау, на юго-востоке с Гвинеей.
На территории области берёт своё начало Бинтан-Болон — крупнейший приток реки Гамбия. Бинтан-Болон течёт по территории области в западном направлении и здесь же впадает в Гамбию.
Историческое её название — Верхний Казаманс. В 2008 году из западных районов Колда была создана новая область Седиу.

## Административное деление
Административно область подразделяется на 3 департамента:
- Колда
- Медина-Йоро-Фула
- Велингара